# باجر (واشینگتن)
باجر (به انگلیسی: Badger) یک منطقهٔ مسکونی در ایالات متحده آمریکا است که در شهرستان بنتون، واشینگتن واقع شده است. باجر ۲۰۸ متر بالاتر از سطح دریا واقع شده است.